# Félix Faraut
Félix Gaspard Faraut (né le 13 juin 1846 à Nice et mort le 11 août 1911 à Phnom Penh) est un ingénieur qui travailla au plan du Saïgon colonial et accompagna Louis Delaporte dans son exploration d’Angkor, réalisant  de nombreux dessins, plans et photographies. Il se fixa au Cambodge et devint l’un des conseillers français du roi Norodom Ier ainsi que son ingénieur en chef.
Il est lauréat du prix Francis Garnier de la Société de géographie.

## Carrière
Il sort des Arts et Métiers d’Aix-en-Provence en 1863 puis effectue son service militaire comme mécanicien de marine. En 1870, il entre dans les Ponts et Chaussées de Cochinchine et participe à l’établissement des plans du nouveau Saïgon. En 1873, il démissionne et se joint à la mission menée par Delaporte dans les ruines d’Angkor au Cambodge. Il prend par la suite le relai de Delaporte occupé en France par la promotion difficile de l’art khmer. Il mène ainsi la mission des Beaux-Arts de 1874-1875 et se rend aussi dans la province de Battambang pour y dresser l’inventaire de tous les vestiges khmers. Il accompagnera aussi la mission de 1882-1883. Parallèlement aux missions scientifiques, il s’est fixé au Cambodge  et devient l’ingénieur en chef et l’un des conseillers français du roi Norodom Ier,,.

## Ouvrages
- Astronomie cambodgienne, Impr. Schneider (Phnom-Penh),1910, médiathèque du Musée du Quai Branly.